# Michael Ontkean
Michael Leonard Ontkean (Vancouver, 24 gennaio 1946) è un attore canadese.

## Biografia
Figlio dell'attore e pugile Leonard Ontkean e dell'attrice Muriel Cooper, Ontkean si è laureato all'Università del New Hampshire; in quegli anni si è messo in evidenza nella squadra di hockey su ghiaccio, in cui ha militato per tre anni dal 1966 al 1969 tanto da venire incluso nella Hall of Fame della UNH (University of New Hampshire).
Dopo varie partecipazioni in veste di guest star a diverse serie tv, tra il 1972 e il 1974 Ontkean ha conosciuto una certa notorietà interpretando la parte di Willie Gillies nel telefilm A tutte le auto della polizia. La sua fortuna è comunque legata al ruolo iconico dello sceriffo Harry Truman nella serie televisiva I segreti di Twin Peaks, che nel 1991 gli ha fruttato una candidatura ai Soap Opera Digest Awards.
Al cinema ha debuttato nel 1972 grazie al film Il potere di Satana. Tra i suoi successi, Colpo secco (1977) di George Roy Hill, Making Love (1982) di Arthur Hiller, Il sangue degli altri (1984) di Claude Chabrol e Il grande cuore di Clara (1988) di Robert Mulligan. In seguito è tornato a lavorare per la televisione, partecipando a diversi episodi della serie televisiva North Shore.
Ontkean era stato contattato da David Lynch per riprendere nuovamente il ruolo dello sceriffo Truman anche per la nuova stagione di Twin Peaks, trasmessa dalla tv Showtime nel 2017; l'attore canadese però ha rifiutato, avendo già annunciato l'anno precedente il suo definitivo ritiro dalle scene.

## Vita privata
Dopo un primo matrimonio durato nove anni (dal 1981 al 1990), si è sposato con l'attrice Jamie Smith-Jackson da cui ha avuto due figlie.

## Filmografia

### Cinema
- The Peace Killers, regia di Douglas Schwartz (1971)
- Pickup on 101, regia di John Florea (1972)
- Il potere di Satana (Necromancy), regia di Bert I. Gordon (1972)
- Colpo secco (Slap Shot), regia di George Roy Hill (1977)
- Voices, regia di Robert Markowitz (1979)
- Io, Willy e Phil (Willie & Phil), regia di Paul Mazursky (1980)
- Making Love, regia di Arthur Hiller (1982)
- Il sangue degli altri (Le Sang des autres), regia di Claude Chabrol (1984)
- Così come eravamo (Just the Way You Are), regia di Édouard Molinaro (1984)
- Dune, regia di David Lynch (1984)
- Street Justice, regia di Richard C. Sarafian (1987)
- Una notte da ricordare (The Allnighter), regia di Tamar Simon Hoffs (1987)
- A servizio ereditiera offresi (Maid to Order), regia di Amy Holden Jones (1987)
- Il grande cuore di Clara (Clara's Heart), regia di Robert Mulligan (1988)
- Intrigo mortale (Cold Front), regia di Allan A. Goldstein (1989)
- Bye Bye Blues, regia di Anne Wheeler (1989)
- Cartoline dall'inferno (Postcards from the Edge), regia di Mike Nichols (1990)
- Swann, regia di Anna Benson Gyles (1996)
- Nico l'unicorno (Nico the Unicorn), regia di Graeme Campbell (1998)
- Solo una questione di sesso (Just a Little Harmless Sex), regia di Rick Rosenthal (1998)
- L'estate delle scimmie (Summer of the Monkeys), regia di Michael Anderson (1998)
- Bear with Me, regia di Paul Ziller (2005)
- Paradiso amaro (The Descendants), regia di Alexander Payne (2011)

### Televisione
- A tutte le auto della polizia (The Rookies) – serie TV, 47 episodi (1972-1974)
- Vittime del silenzio (Kids Don't Tell), regia di Sam O'Steen – film TV (1985)
- Il diritto di uccidere (The Right of the People), regia di Jeffrey Bloom – film TV (1986)
- I viaggiatori delle tenebre (The Hitchhiker) – serie TV, 1 episodio (1989)
- In Defense of a Married Man, regia di Joel Oliansky – film TV (1990)
- I segreti di Twin Peaks (Twin Peaks) – serie TV (1990-1991)
- Storia di ordinaria violenza (In a Child's Name), regia di Tom O'Loughlin – film TV (1991)
- Una sporca eredità (Legacy of Lies), regia di Bradford May – film TV (1992)
- Rapture, regia di Timothy Bond – film TV (1993)
- Whose Child Is This? The War for Baby Jessica, regia di John Kent Harrison – film TV (1993)
- Donna d'onore 2 (Vendetta II: The New Mafia), regia di Ralph L. Thomas – film TV (1993)
- Family Album, regia di Jack Bender – film TV (1994)
- The Man Next Door, regia di Lamont Johnson – film TV (1996)
- The Stepford Husbands, regia di Fred Walton – film TV (1996)
- Oltre i limiti (The Outer Limits) – serie TV, 2 episodi (1997-2000)
- A Chance of Snow, regia di Tony Bill – film TV (1998)
- Green Sails, regia di Whitney Ransick – film TV (2000)
- Mrs. Ashboro's Cat, regia di Don McBrearty – film TV (2004)
- North Shore – serie TV, 4 episodi (2004-2005)

## Doppiatori italiani
Nelle versioni in italiano delle opere in cui ha recitato, Michael Ontkean è stato doppiato da:
- Marco Mete in A servizio ereditiera offresi, Oltre i limiti
- Massimo Turci in Colpo secco
- Giorgio Lopez ne Il grande cuore di Clara
- Mario Cordova ne I segreti di Twin Peaks
- Massimo Lodolo in Storia di ordinaria violenza
- Massimiliano Manfredi in Donna d'onore 2
- Giorgio Locuratolo in North Shore
- Giulio Pierotti in Paradiso amaro